# Københavns Amt
Københavns Amt (česky Kodaňský okres) byl do roku 2006 jeden ze 16 dánských okresů. Nacházel se kolem hlavního města Kodaně, která do něj ovšem nepatřila, stejně tak jako město Frederiksberg. Jednalo se rozlohou o nejmenší dánský okres.

## Města a obce
(počet obyvatel k 1. červnu 2005)
| - Albertslund (27 990) - Ballerup (46 749) - Brøndby (34 374) - Dragør (13 223) - Gentofte (68 966) - Gladsaxe (61 892) - Glostrup (20 752) - Herlev (27 073) - Hvidovre (49 937) | - Høje-Taastrup (45 769) - Ishøj (20 826) - Ledøje-Smørum (10 712) - Lyngby-Taarbæk (51 697) - Rødovre (36 276) - Søllerød (31 771) - Tårnby (39 593) - Værløse (18 655) - Vallensbæk (12 228) |